# Стефан Ђурић (шахиста)
Стефан Ђурић (Београд, 26. јул 1955) је српски шаховски велемајстор (1982). Двоструки је освајач сребрне медаље на Европском екипном првенству у шаху (1983, 1989).

## Биографија
Стефан Ђурић је учествовао у финалима шаховских првенстава Југославије 1984. и 1985. Делио је 1. - 4. место на Аустралијан опену 1991. и Купу Северног мора 2006. године. Освојио је Аустралијан опен 2001. Ђурић је 1998. године у Панорму (Грчка) освојио 3. место на зонском шаховском турниру и пласирао се на Светско првенство у шаху нокаут системом. На ФИДЕ Светском првенству у шаху 1991. у Лас Вегасу изгубио је у 1. колу од Ливиу-Диетера Нисипеануа.
Ђурић је играо за Југославију на Европском екипном првенству у шаху:
- 1983. на 8. Европском екипном првенству у шаху у Пловдиву играо је на првој резервној табли и освојио је екипно сребрну а појединачно златну медаљу. Имао је учинак од три победе и једног ремија.
- 1989. на 9. Европском екипном првенству у шаху у Хаифи играо је на другој резервној табли и освојио је екипно сребрну медаљу. Имао је учинак од једне победе и једног ремија.

Ђурић је играо за Југославију на Митропа купу у шаху:
- 1978. на 3. Митропа купу у Барги играо је на резервној табли и освојио је екипно златну медаљу. Имао је учинак од шест победа.
- 1979. на 4.  Митропа купу у Берну играо је на четвртој табли  и освојио је екипну и појединачну златну медаљу. Имао је учинак од четири победе, једног ремија и једног пораза.
- 1981. на 6. Митропа купу у Луксембургу играо је на другој табли и освојио је екипну и појединачну златну медаљу. Имао је учинак од четири победе и једног ремија.
- 1983. на 8. Митропа купу у Лиенцу играо је на првој табли и освојио је екипно златну медаљу. Имао је учинак од три победе и три ремија.
- 1985. на 10. Митропа купу у Аранђеловцу играо је на првој табли и освојио је екипно златну медаљу. Имао је учинак од једне победе, два ремија и два пораза.
- 1991. на 14. Шаховском Митропа купу у Брну играо је на четвртој табли и освојио је екипно златну медаљу. Имао је учинак од четири победе, једног ремија и једног пораза.

Ђурић је играо за Југославију на шаховској Балканијади:
- 1983. на 15. шаховској Балканијади у Баиле Херкуланеу играо је на трећој табли и освојио је екипну златну и појединачну бронзану медаљу. Имао је учинак од два ремија.
- 1985. на 17. шаховској Балканијади у Ираклеју играо је на петој табли и освојио је екипну и појединачну златну медаљу. Имао је учинак од два ремија.
- 1988. на 19. Шаховској Балканијади у Каштел Старом играо је на првој табли и освојио је екипно сребрну медаљу. Имао је учинак од два ремија.

Од осталих шаховских турнира треба издвојити следеће Ђурићеве успехе:
- Врњачка Бања 1979 ( поделио прво и друго мето) и 1981 (поделио прво и друго место)
- Љубљана 1981 (прво место)
- Хејстингс 1984/85 (од другог до петог места)
- Аделаида 1986/87 (поделио друго и треће место)
- Мец 1994 (прво место)
- Кан 1994 (прво место)
- Франкфурт 1998 (прво место)
- Лугано 2000 (прво место)
- Мелбурн 2000 (прво место)
- Напуљ 2005 (прво место)
- Базел 2006 (прво место)
- Дубровник 2023 (прво место)[9]

Стефан Ђурић је 1978. године добио титулу ФИДЕ међународног мајстора, а четири године касније добио је титулу ФИДЕ велемајстора.
Био је секундант велемајстору Милунки Лазаревић, олимпијском тиму шахисткиња СФРЈ 1984. и олимпијском тиму шахиста СФРЈ 1988, као и тренер репрезентације Индонезије, 1992.

## Аутор књиге
- Stefan Djuric, Dimitri Komarov, Claudio Pantaleoni. Chess Opening Essentials: The Complete Series (Volumes 1 - 4). New In Chess, Csi (2010)  978-9056913403